# Walter Nadler

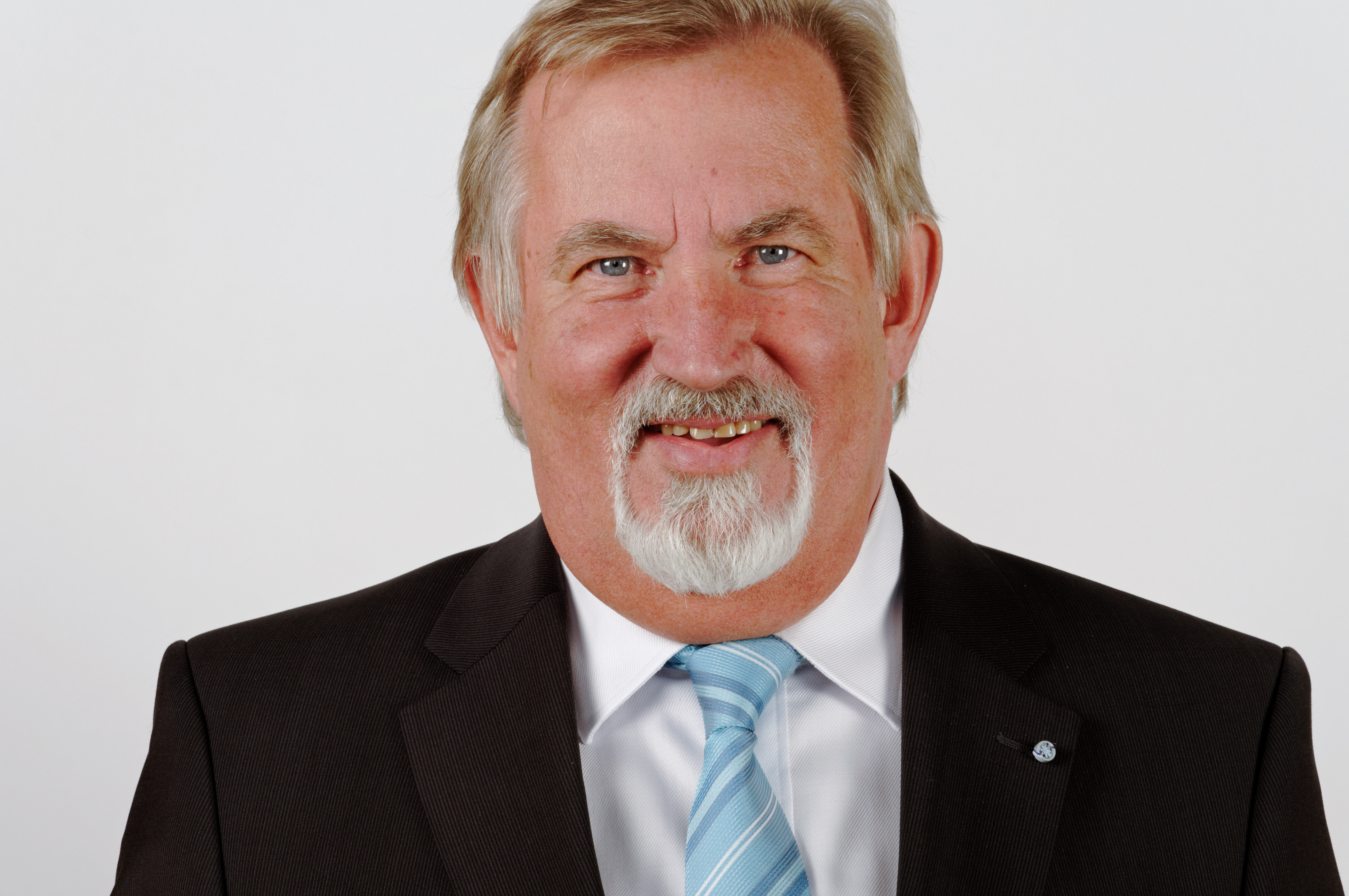
Walter Nadler (2012)

Walter Erwin Nadler (* 17. Juli 1946 in Pfronten) ist ein deutscher Politiker. Als Abgeordneter der CSU gehörte er von 1994 bis 2013 dem Bayerischen Landtag an.

## Leben
Nadler wuchs zunächst im Allgäu auf. 1956 zog seine Familie mit ihm nach Bayreuth. Dort besuchte er nach dem Abschluss der Hauptschule die Städtische Höhere Handelsschule und ließ sich im Anschluss zum Speditionskaufmann ausbilden. Nach drei Jahren Berufstätigkeit in Nürnberg kehrte er nach Bayreuth zurück und übernahm 1973 den Posten des oberfränkischen Bezirksleiters der Deutschen Angestellten-Gewerkschaft (DAG) und des Geschäftsführers der Deutschen Angestellten-Akademie im Bildungswerk der DAG, den er bis zu seinem Einzug in den Landtag ausübte.
Sein politisches Engagement begann Nadler 1966 mit dem Eintritt in die Junge Union. Zwei Jahre später wurde er Mitglied der CSU. Sein erstes politisches Mandat übernahm er 1978 im Stadtrat von Bayreuth, dem er auch heute noch angehört und in dem er von 1990 bis 1995 den Vorsitz der CSU-Fraktion innehatte. Bei der Landtagswahl im September 1994 zog er als Direktkandidat des Stimmkreises Bayreuth erstmals in das bayerische Landesparlament ein und verteidigte bei den Wahlen 1998 und 2003 seinen Stimmkreis. Ebenso gewann er bei der Landtagswahl 2008 das Direktmandat. Bei der Landtagswahl 2013 trat er nicht wieder an.

## Verwandtenaffäre
Im Jahr 2013 geriet er in Bayreuth in die Schlagzeilen, als bekannt wurde, dass er seine Ehefrau im Rahmen einer Altfallregelung weiterbeschäftigte. Genaue Auskünfte hierzu erteilte er unter Verweis auf seine Privatsphäre nicht. Joachim Braun, damaliger Chefredakteur des Nordbayerischen Kuriers, klagte gegen die Entscheidung von Landtagspräsidentin Barbara Stamm (CSU), die sich weigerte, die Zahlen herauszugeben. Mit Urteil vom 27. September 2018 (Az. 7 C 5.17) hat das Bundesverwaltungsgericht hat entschieden, dass das Landtagsamt einem Journalisten Auskunft über das von einem Landtagsabgeordneten an seine Ehefrau für die Beschäftigung im häuslichen Abgeordnetenbüro gezahlte Bruttogehalt geben muss. In der Urteilsbegründung hieß es, dass dem Auskunftsanspruch der Presse „Vorrang gegenüber der verfassungsrechtlich geschützten Freiheit des Mandats und dem Schutz personenbezogener Daten des Abgeordneten und seiner Ehefrau“ gebühre.

## Auszeichnungen
- Bayreuthmedaille in Bronze, Silber und Gold
- Goldene Bürger-Medaille der Stadt Bayreuth
- 2007: Bayerischer Verdienstorden
- 2011: Bayerische Verfassungsmedaille in Silber
- 2013: Verdienstkreuz am Bande der Bundesrepublik Deutschland